# Julius Sacrovir
(Caius) Julius Sacrovir est un aristocrate éduen et citoyen romain décédé près d'Autun en l'an 21. Accompagné du trévire Julius Florus, il fut au Ier siècle le chef d'une révolte gauloise appelée révolte de Sacrovir. Après avoir soulevé sa région natale à la suite de désaccords fiscaux avec les autorités romaines, plusieurs légions de Germanie viennent faire cesser la révolte et rétablir l'ordre. Julius Sacrovir s'enfuit dans la campagne autour d'Autun et finit par mettre fin à ses jours dans une de ses villas. 

## Famille
Julius Sacrovir, de son nom gaulois Sacroviros, est originaire de la cité d'Augustodunum (Autun) ou de ses environs. Il était un citoyen romain issu de l'aristocratie éduenne.

## Biographie
En 21, avec le trévire Julius Florus, il se révolta contre l'empereur romain Tibère. La révolte de Sacrovir semble initialement motivée par des considérations fiscales : les familles de la région refusant de payer le tribut après une exemption pendant plusieurs années. 
les deux officiers romains rassemblent de nombreux partisans, surtout dans le nord-est de la Gaule et se révoltent. Sacrovir s'empare d'Autun. Les autorités romaines réagirent et mirent rapidement fin à la rébellion. Les troupes des deux chefs gaulois furent écrasées par les légions romaines de Silius, légat de Germanie supérieure, près d'Autun (vraisemblablement la plaine d’Épinac et le plateau de Thury). 
« […] Sacrovir, monté sur un superbe cheval, rappelle en vain les anciens triomphes des Gaulois, des désastres dont ils avaient accablé les Romains, combien leur liberté serait accrue par leur succès et leur servitude par la défaite? Néanmoins, l'inquiétude s'était glissée dans les rangs. Aux légions frémissantes, Silius se borne à rappeler les faciles victoires remportées sur les Trévires, les Séquanes, et à ces cités encore redoutables d'opposer les milices qu'une richesse et une civilisation plus raffinées rendaient impropres à la résistance. Un instant retardée par les crupellaires mis en première ligne contre lesquels s'émoussait le fer  des javelots, l'action devint générale. Les légionnaires s'armant les uns de haches et de marteaux, les autres de crocs et de fourches coupées dans les forêts voisines, enfoncent avec entrain cette muraille d'hommes qui, une fois à terre, ne pouvaient plus se relever […] » (Tacite, Extrait de la bataille). 
Sacrovir, contraint à la fuite avec une poignée de fidèles, se cacha dans une habitation isolée dans la campagne près d'Autun (peut-être à Cordesse, où il possède une villa). Il se donna la mort en se poignardant. Ses compagnons firent de même immédiatement après avoir mis le feu à l'habitation qui leur servit de bûcher.

## Sources
- Tacite, Les Annales, éd. Flammarion, coll. Garnier Flammarion/Littérature étrangère, 1999,  (ISBN 2-08070-071-5). Trad. en ligne Les Annales.
- Émile Thévenot, Histoire des Gaulois, Presses universitaires de France Vendôme, Impr. des P.U.F., 1965.
- Émile Thévenot, Les Gallo-Romains, Presses Universitaires de France, 1948.
- Louis Lagrost, Une journée de l'an 21 pas comme les autres, revue « Images de Saône-et-Loire » n° 59 (automne 1984), pp. 15-18.